# Sarphatistraat 7
Het gebouw Sarphatistraat 7 bestaat uit een herenhuis aan Sarphatistraat te Amsterdam-centrum.

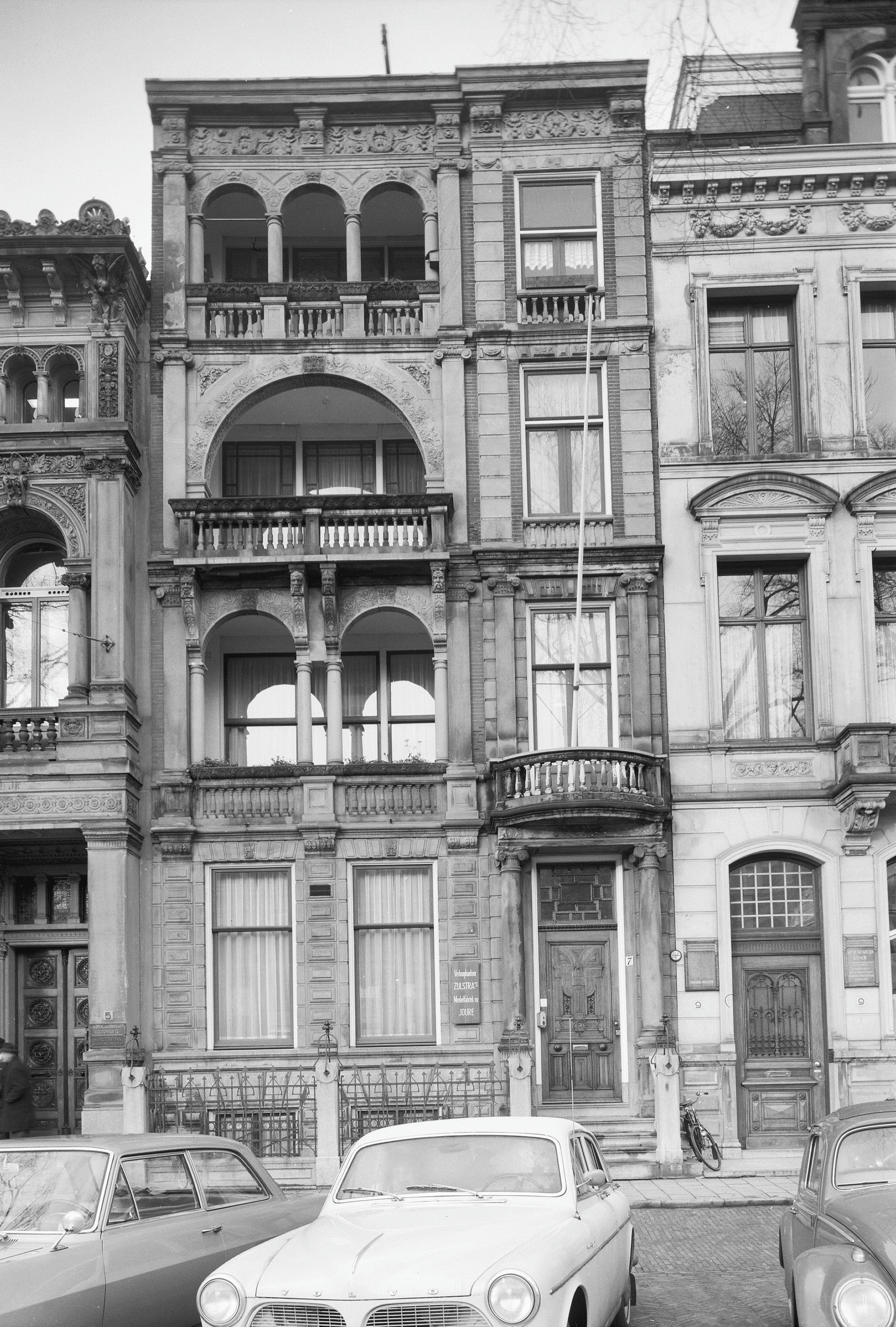
Sarphatistraat 7 in 1965

Het gebouw is ontworpen door  Eduard Cuypers, de neef van Pierre Cuypers van het Rijksmuseum Amsterdam. Eduard Cuypers liet een gebouw neerzetten in de bouwstijl van Neo-Venetiaanse renaissance. Het heeft één balkon, een balkon annex loggia (intern balkon) en nog een tweetal loggias. Het gebouw dient in 2015 voor huisvesting van Child & Youth Finance International.
Het gebouw Sarphatistraat 5 was eveneens van Eduard Cuypers, maar werd in 1972 gesloopt.